# Lorenzo Morón Vizcaíno
Lorenzo Morón, també conegut com a Loren (Marbella, 16 de febrer de 1970) és un exfutbolista i entrenador andalús. Com a jugador ocupava la posició de defensa. És pare del també futbolista Lorenzo Jesús Morón García.

## Trajectòria
Destaca en el club de la seua ciutat natal, l'Atlético Marbella, amb qui juga en Segona Divisió. La temporada 93/94 fitxa pel CP Mérida, tot aconseguint l'ascens a la màxima categoria el 1995. Loren va romandre tres anys al conjunt extremeny, tot sent titular.
L'estiu de 1996, després del descens del Mérida, fitxa per la UD Salamanca, amb qui aconsegueix un nou ascens a Primera. En la seua segona temporada a la màxima categoria, el marbellí disputa 24 partits, així com altres 21 a la següent, en la qual els castellans perden la categoria. Loren romandría una temporada més amb el Salamanca en categoria d'argent abans de recalar al Sevilla FC, on assoliria un tercer ascens. La xifra arribaria a quatre a l'any següent, la 01/02, ara amb el Recreativo de Huelva.
Loren va militar al conjunt onubenc entre 2001 i la seua retirada el 2005, tant en Primera com en Segona Divisió, tot sent titular en eixos quatre anys.
Després de penjar les botes, Loren ha seguit vinculat al món del futbol. Ha dirigit a diversos equips de la seua ciutat natal, com la UD Marbella o l'Atlético Marbellí.